# You’ve Got to See Mamma Ev’ry Night
You’ve Got to See Mamma Ev’ry Night (Or You Can’t See Mamma at All) ist ein Popsong, den Con Conrad (Musik) und Billy Rose (Text) verfassten und 1924 veröffentlichten.

## Hintergrund

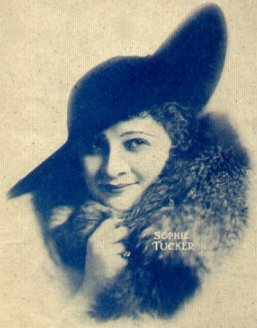
Sophie Tucker (1917)

Rose und Conrad schrieben You’ve Got to See Mamma Ev’ry Night für Sophie Tucker, die als Last of the Red Hot Mamas den Song in den Vereinigten Staaten populär machte. der erste Vers des Liedtextes beginnt damit, dass Mamma zu ihrem Daddy spricht, sie fühlt sich traurig, weil sie so ihn so selten zu sehen bekomme. Weiter sagt sie, sie wolle ihm keine Vorschriften machen; im Refrain jedoch fordert sie ihn auf, jede Nacht bei ihr zu sein, sie zu küssen und anständig mit ihr umzugehen, sonst sei sie nicht zu Hause, wenn er sie rufe:
You gotta see your mamma every night,
Or you can’t see your mamma at all!
You’ve got to kiss your mamma, treat her right,
Or I won’t be home when you call!

## Erste Aufnahmen und spätere Coverversionen
Zu den Musikern, die den Song ab 1923 coverten, gehörten neben Sophie Tucker, Marion Harris (Brunswick 2410-B) und Mamie Smith & Her Jazz Hounds (mit Coleman Hawkins; Okeh 4781) auch Dolly Kay/Frank Westphal, die Sängerin Aileen Stanley im Duett mit Billy Murray (Victor 19027), Gene Fosdick’s Hoosiers (Vocalion B 14496), Vincent Lopez & His Hotel Pennsylvania Orchestra mit Arthur Hall, das Hollywood Dance Orchestra (mit Hugh Latimer, Pathé Actuelle 020902), die Original Memphis Five (Bell P 222 A) und die Georgians (Columbia A 3847).
Der Komponist und Pianist Charles Rosoff hielt ihn auf einer Notenrolle für elektrische Klaviere (Welte Mignon Roll 6457) fest.
In Berlin spielte Efim Schachmeister mit seinem Künstler-Ensemble vom Pavillon Mascotte den Titel für “Grammophon” im Oktober 1923 ein.
In späteren Jahren coverten auch Roy Acuff, Georgia Gibbs, die Firehouse Five Plus Two, Joe Fingers Carr, Carol Channing und Liza Minnelli für den Soundtrack von Boardwalk Empire den Song.